# Aichi E11A
Aichi E11A (w kodzie aliantów: Laura) – japoński samolot rozpoznawczy z okresu II wojny światowej.

## Historia
E11A były stosowane głównie na początku II wojny światowej jako samoloty rozpoznania nocnego. W marynarce samolot otrzymał oznaczenie Typ 98 i był bardzo podobny do Typu 96 – E110A, raportowanym przez aliantów jako Hank. E11A były głównie wykorzystywane przez krążowniki i pancerniki do rozpoznania nocnego. Później, były wykorzystywane do patroli, komunikacji i transportu.

## Opis konstrukcji
E11A był dwupłatową łodzią latającą, napędzaną przez 620 KM (455 kW) silnik 91 Aichi Typ 22. Załogę stanowiły trzy osoby. Zbudowano 17 maszyn tego typu.